# Gérard Rougier
 (mai 2016).
Si vous disposez d'ouvrages ou d'articles de référence ou si vous connaissez des sites web de qualité traitant du thème abordé ici, merci de compléter l'article en donnant les références utiles à sa vérifiabilité et en les liant à la section « Notes et références ».
Pour les articles homonymes, voir Rougier.
Gérard Rougier, né le 10 novembre 1964 à Menton (Alpes-Maritimes) en France, est un pionnier du snowboard français qui devient par la suite un cadre et dirigeant sportif, occupant notamment les fonctions de directeur technique national à la Fédération française de ski de 2001 à 2006. puis de directeur adjoint du CREPS PACA chargé de diriger le centre sportif de Boulouris dans le Var d'Octobre 2006 à Septembre. Directeur du Grand INSEP réseau national des centres français de haute performance à l'INSEP de 2013 à 2017. Maintenant DTN adjoint de la Fédération Française de Golf. 

## Biographie
Skieur citadin inscrit à l'ASPTT de Nice, il fut champion de France minimes en 1975 avant de rentrer au ski études de Saint-Étienne-de-Tinée et ensuite de poursuivre au ski études de Villard-de-Lans.
En 1985, il commence le snowboard à Auron où il est moniteur de ski et lance dans cette même station les premiers stages de snowboard à l'ESF. En 1987, il participe au premier championnat du monde de snowboard à Saint-Moritz et Livigno avec une poignée d'autres Français. Pendant l'été 1987, il fonde l'Association française de snowboard avec quelques autres snowboarders comme Jean Nerva, Jean-Philippe Garcia, Serge Vitelli, Yann Guiauchain, Denis Bertrand, Gilles Becker, Olivier Hansen, etc. Il en restera le Président pendant cinq ans puis en deviendra le directeur général pendant huit ans.
Il travaille à la mise en place de la convention tripartite avec le Ministère de sport et la FFS pour permettre aux meilleurs snowboardeurs français d'être aux JO de Nagano en 1998. En même temps sur la scène internationale, il invente et met en place la Coupe des nations (Coupe Davis en snowboard).
En 2001, on[Qui ?] lui demande de prendre la direction de l'ensemble des équipes de France de la neige en tant que DTN (directeur technique national) (ski alpin, ski de fond, ski freestyle, saut à ski et combiné nordique, biathlon et snowboard). Il conduit l'ensemble des équipes de France au résultat historique des JO d'hiver de Salt Lake City en 2002 avec dix médailles et quatre titres. 
Sous sa conduite, Frédéric Covili remporte la coupe du monde de slalom géant,  Laure Pequegnot la coupe du monde de slalom avec, et l'année suivante, Carole Montillet remporte les titres de vainqueur de la coupe du monde de descente et de super G pour. En 2005, Vincent Vittoz devient le premier Français de champion du monde de ski de fond. La France obtient neuf médailles aux JO de Turin en février 2006 dont le titre de la descente homme et la première médaille française en ski de fond.